# Fred Thompson
Fred Dalton Thompson (19. srpna 1942 – 1. listopadu 2015 Nashville) byl americký republikánský politik, právník, lobbista a herec. V letech 1994 až 2003 byl senátorem za stát Tennessee. V roce 2008 byl jedním z kandidátů na nominaci za Republikánskou stranu pro prezidentské volby.